# Tarraschverdediging
In de opening bij het schaken heeft de Tarraschverdediging als kenmerk de zetten: 1.d4 d5 2.c4 e6 3.Pc3 c5; na de ruil 4.cxd5 exd5, 5. dxc5 heeft zwart een geïsoleerde pion, wat lange tijd als ongunstig beschouwd werd. Sinds halverwege de twintigste eeuw denkt men daar anders over, omdat de pion zwart ook kansen voor actief spel biedt, en tegenwoordig wordt de Tarraschverdediging weer vaker gespeeld. Het spel kan makkelijk in andere systemen overgaan, wat bij het Slavisch niet zo vlot gaat. Garri Kasparov speelde dit in zijn beginjaren.
| Tarrasch        | 1.d4 d5 2.c4 e6 3.Pc3 c5                                                                          |  |
| Hennig-Schara   | 1.d4 d5 2.c4 e6 3.Pc3 c5 5.cd cd                                                                  |  |
| Tarraschgambiet | 1.d4 d5 2.c4 e6 3.Pc3 c5 4.cd ed 5.dc d4 6.Pa4 b5                                                 |  |
| Marshallgambiet | 1.d4 d5 2.c4 e6 3.Pc3 c5 4.cd ed 5.e4                                                             |  |
| 5.Pf3           | 1.d4 d5 2.c4 e6 3.Pc3 c5 4.cd ed 5.Pf3                                                            |  |
| Rubinstein      | 1.d4 d5 2.c4 e6 3.Pc3 c5 4.cd ed 5.Pf3 Pc6 6.g3                                                   |  |
| Zweeds          | 1.d4 d5 2.c4 e6 3.Pc3 c5 4.cd ed 5.Pf3 Pc6 6.g3 c4                                                |  |
| Schlechter      | 1.d4 d5 2.c4 e6 3.Pc3 c5 4.cd ed 5.Pf3 Pc6 6.g3 c4 7.e4                                           |  |
| Praagvariant    | 1.d4 d5 2.c4 e6 3.Pc3 c5 4.cd ed 5.Pf3 Pc6 6.g3 Pf6                                               |  |
| Wagner          | 1.d4 d5 2.c4 e6 3.Pc3 c5 4.cd ed 5.Pf3 Pc6 6.g3 Pf6 7.Lg2 Lg4                                     |  |
| Praags          | 1.d4 d5 2.c4 e6 3.Pc3 c5 4.cd ed 5.Pf3 Pc6 6.g3 Pf6 7.Lg2 Le7 8.0-0 0-0                           |  |
| Rétivariant     | 1.d4 d5 2.c4 e6 3.Pc3 c5 4.cd ed 5.Pf3 Pc6 6.g3 Pf6 7.Lg2 Le7 8.0-0 0-0 9.dc Lc5 10.Pa4           |  |
| Bogoljubov      | 1.d4 d5 2.c4 e6 3.Pc3 c5 4.cd ed 5.Pf3 Pc6 6.g3 Pf6 7.Lg2 Le7 8.0-0 0-0 9.Lg5 Le6 10.Tc1 c4       |  |
| Stoltz          | 1.d4 d5 2.c4 e6 3.Pc3 c5 4.cd ed 5.Pf3 Pc6 6.g3 Pf6 7.Lg2 Le7 8.0-0 0-0 9.Lg5 Le6 10.Tc1 b6       |  |
| semi Tarrasch   | 1.d4 d5 2.c4 e6 3.Pc3 Pf6 4.Pf3 c5                                                                |  |
| symmetrisch     | 1.d4 d5 2.c4 e6 3.Pc3 Pf6 4.Pf3 c5 5.e3 Pc6 6.Ld3 Ld6 7.0-0 0-0                                   |  |
| Levenfish       | 1.d4 d5 2.c4 e6 3.Pc3 Pf6 4.Pf3 c5 5.e3 Pc6 6.Ld3 Ld6                                             |  |
| Pillsbury       | 1.d4 d5 2.c4 e6 3.Pc3 Pf6 4.Pf3 c5 5.Lg5                                                          |  |
| 5.cd            | 1.d4 d5 2.c4 e6 3.Pc3 Pf6 4.Pf3 c5 5.cd                                                           |  |
| Kmochvariant    | 1.d4 d5 2.c4 e6 3.Pc3 Pf6 4.Pf3 c5 5.cd Pd5 6.e4 Pc3 7.bc cd 8.cd Lb4 9.Ld2 Ld2 10.dd2 0-0 11.Lb5 |  |
| Sebastian       | 1.d4 d5 2.c4 e6 3.Pc3 Pf6 4.Pf3 c5 5.cd Pd5 6.e4 Pc3 7.bc cd 8.cd Lb4 9.Ld2 Da5                   |  |
| 6.e3            | 1.d4 d5 2.c4 e6 3.Pc3 Pf6 4.Pf3 c5 5.cd Pd5 6.e3                                                  |  |
| 7.Ld3           | 1.d4 d5 2.c4 e6 3.Pc3 Pf6 4.Pf3 c5 5.cd Pd5 6.e3 Pc6 7.Ld3                                        |  |